# John Newman (cantautore)
John William Peter Newman (Settle, 16 giugno 1990) è un cantautore britannico, conosciuto principalmente per il brano Love Me Again che ha conquistato il primo posto nella Official Singles Chart nel luglio 2013.
Il cantante ha partecipato nel 2012 anche in due singoli dei Rudimental, Feel the Love e Not Giving In, i quali hanno rispettivamente conquistato la prima e la quattordicesima nella classifica britannica dei singoli.

## Biografia

### Primi anni
Cresciuto a Settle (North Yorkshire), all'età di quattordici anni Newman comincia a suonare la chitarra e a scrivere le sue canzoni, per poi imparare subito a registrare e a produrre le proprie composizioni in modo autonomo. A 17 anni si trasferisce a Leeds per studiare musica, mentre tre anni più tardi si trasferisce a Londra, dove crea un gruppo, si esibisce dal vivo e firma un contratto con la Island Records. La prima pubblicazione del cantante è stato il brano Cheating, scaricabile gratuitamente, mentre suona una versione acustica agli spettacoli a cui partecipa.

### Tribute
Nel maggio 2012 John Newman partecipa ad un singolo del gruppo Rudimental, intitolato Feel the Love. Questo brano conquista il primo posto nella Official Singles Chart all'inizio di giugno 2012. Nel mese di novembre dello stesso anno, grazie al successo ottenuto dal brano, Newman partecipa al singolo successivo del gruppo, Not Giving In, il quale arriva al quattordicesimo posto della stessa classifica.
Nel giugno 2013, John Newman debutta con Love Me Again, singolo di lancio del suo primo album in studio previsto per ottobre 2013. Il brano conquista la vetta della classifica britannica e si impone nei mercati internazionali, ottenendo buone posizioni in Svizzera, Belgio, Nuova Zelanda, Australia, Spagna e altri mercati musicali rilevanti. Il 20 agosto, il cantante ha annunciato il secondo singolo Cheating, pubblicato il 6 ottobre.
L'11 settembre, il cantante ha rivelato il titolo dell'album, Tribute, e la data di pubblicazione, fissata per il 14 ottobre 2013.
Nel 2014 collabora con Calvin Harris al singolo Blame.

### Revolve
All'uscita del brano Lights Down, avvenuta il 24 giugno 2015, Newman ha rivelato il titolo del suo secondo album, Revolve, la cui pubblicazione è avvenuta il 16 ottobre 2015. Di questo farà parte anche il primo singolo Come and Get It, reso noto il 7 giugno 2015. Il 26 agosto viene estratto il singolo Tiring Game.
Il 29 aprile 2016 ha collaborato con Sigala e Nile Rodgers alla realizzazione del singolo Give Me Your Love, e l'8 luglio dello stesso anno ha pubblicato il singolo Olé, prodotto da Calvin Harris.

### Collaborazioni e pausa musicale
Negli anni successivi ha pubblicato vari singoli da solista e collaborazioni con altri artisti. Nel 2020 l'artista ha annunciato l'intenzione di mettere la sua carriera musicale in pausa, dedicandosi per un periodo prolungato di tempo a sole collaborazioni con altri artisti. Nel prendere questa decisione, Newman ha inoltre interrotto i rapporti professionali con Island Records e UMG. Dopo aver pubblicato una collaborazione con David Guetta e MistaJam nel 2021, l'artista interrompe comunque la sua pausa da solista nel 2022 attraverso il lancio del singolo Waiting for a Lifetime, distribuito da Warner Music.

## Vita privata
Nel 2012 viene diagnosticato al cantante un tumore al cervello; dopo la terapia ed essere stato sempre sotto controllo medico nell'agosto 2016 dichiara che il cancro è tornato e che si sarebbe sottoposto nuovamente ad un periodo di cure. Nel 2018 dichiara che le sue condizioni di salute sono migliorate.
Si è sposato con la fidanzata danese Nana-Maria il 18 agosto 2018.

## Discografia

### Album in studio
- 2013 – Tribute
- 2015 – Revolve

### Mixtape
- 2013 – You Want My Sound?[20]

### Singoli
Come artista principale
- 2013 – Love Me Again
- 2013 – Cheating
- 2013 – Gold Dust
- 2013 – Losing Sleep
- 2014 – Out of My Head
- 2015 – Come and Get It
- 2015 – Lights Down
- 2015 – Tiring Game (con Charlie Wilson)
- 2016 – Olé
- 2018 – Fire in Me
- 2019 – Feelings
- 2021 – If You Really Love Me (How Will I Know) (con David Guetta e MistaJam)
- 2022 – Waiting for a Lifetime

Come artista ospite
- 2012 – Feel the Love (Rudimental featuring John Newman)
- 2012 – Not Giving In (Rudimental featuring John Newman and Alex Clare)
- 2014 – Blame (Calvin Harris featuring John Newman)
- 2016 – Give Me Your Love (Sigala featuring John Newman and Nile Rodgers)
- 2020 – High on You (Sigma featuring John Newman)